# Herdlefjorden
60°31′37.405″N 5°6′13.810″Ø / 60.52705694°N 5.10383611°Ø
Herdlefjorden er en norsk fjord i Vestland fylke. Navnet kommer fra øen Herdla. På gamle kort er navnet Herløfjorden, i lighed med ældre  stavning af ønavnet. Herdlefjorden går fra Herdla i nord til Byfjorden ved Bergen mod syd.  Syd- vestover er Herdlefjorden afgrænset af Askøy, mens Holsnøy ligger mod  nord og nordøst.

## Sejlruter
Herdlefjorden er en af  sejlruterne ind til Bergen, men Hjeltefjorden er mere brugt som sejlrute. 
Gennemsejlingshøjden gennem Hjeltefjorden og under Askøybroen er 63 meter. I forbindelse med at Askøybroen åbnede i 1992, blev der givet politiske løfter om en alternativ sejlrute ind til Bergen. Tanken er at høje krydstogtskibe og olieinstallationer skal kunne komme helt ind i Bergen havn. Flaskehalsen for indsejling i Herdlefjorden er ved Herdla. Der var planer om at udvide ruten  ved at sprænge den ud i Skjelangersundet og «Det Naue». Sagen blev  diskuteret i flere år, men til slut blev den lagt død, da det viste sig at fjordbunden i  området er af løssand og grus. Sprænges der hul vil hullet efter få år blive lukket igen af havstrømmen som bevæger løsmasserne på bunden.